# SCL24
GALAXY Note Edge SCL24（ギャラクシー ノート エッジ エスシーエル ニーヨン）は、韓国のサムスン電子（輸入元：サムスン・テレコミュニケーションズ・ジャパン）によって日本国内向けに開発された、auブランドを展開するKDDIおよび沖縄セルラー電話の第3.5世代移動通信システム（CDMA 1X WIN）、および第3.9世代移動通信システム（au 4G LTE）、第4世代移動通信システム（au 4G LTE CA/WiMAX2+）対応スマートフォンである。

## 概要
SCL22の後継機種で、筺体の右側に曲面ディスプレイを搭載している。この曲面ディスプレイは本体と独立しており、アプリケーションの切り替えを素早く行ったり、ショートカット操作を行ったりすることが可能である。
さらに、au版ではEメール (@ezweb.ne.jp) やSMSを受信したときにアニメーションで通知したり、本文を表示したりする事が可能である。
他にも、日本独自機能としてワンセグ・おサイフケータイに加え、GALAXYシリーズでは初となるフルセグ放送の受信にも対応している。
防水・防塵性能は搭載していない。

## その他機能
※PC向けWebブラウザが標準装備されている。携帯向けサイト(EZWeb)は他のスマートフォンやPCと同じく閲覧不可。
| 主な機能・対応サービス                                                  | 主な機能・対応サービス                                                            | 主な機能・対応サービス                  | 主な機能・対応サービス         |
| ----------------------------------------------------------------------- | --------------------------------------------------------------------------------- | --------------------------------------- | ------------------------------ |
| auウィジェット Webブラウザ                                              | LISMO! for Android LISMO WAVE ハイレゾ音源対応音楽プレイヤー （最大192kHz/24bit） | おサイフケータイ NFC おくだけ充電（Qi） | ワンセグ フルセグ DLNA/DTCP-IP |
| au one メール PCメール Gmail EZwebメール                                | デコレーションメール デコレーションアニメ                                         | Friends Note                            | PCドキュメント                 |
| au Smart Sports Run & Walk Karada Manager ゴルフ(web版) Fitness、歩数計 | GPS 方位計                                                                        | au oneナビウォーク au one助手席ナビ     | au one ニュースEX au one GREE  |
| かんたんメニュー じぶん銀行                                             | 緊急速報メール                                                                    | Bluetooth                               | 無線LAN機能 (Wi-Fi)            |
| 赤外線通信                                                              | WIN HIGH SPEED au 4G LTE WiMAX2+                                                  | グローバルパスポート                    | auフェムトセル                 |
| microSD microSDHC microSDXC                                             | モーションセンサー(6軸)                                                           | 防水 防塵                               | 簡易留守録 着信拒否設定        |

- 安心セキュリティパックはフル対応

## 歴史
- 2014年9月3日（現地時間） - ドイツ・ベルリンの家電展示会「IFA 2014」にてサムスン電子よりグローバルモデル発表。この時点では日本国内での販売は未定だった[8]。
- 2014年9月18日 - 全国のGALAXY SHOPにて先行展示開始、東京ゲームショウ 2014にて日本国内での販売が予告される[9]。
- 2014年9月24日 - KDDI、およびサムスン・テレコミュニケーションズ・ジャパンより公式発表。
- 2014年10月23日 - Charcoal Blackが関東および中部・関西・沖縄地区にて先行発売[10]。
- 2014年10月31日 - Charcoal Blackが関東および中部・関西・沖縄地区以外の地区で発売。
- 2014年11月13日 - Frost White発売開始。
- 2015年8月27日 - Android 5.0.1へアップデート。
- 2016年8月24日 - Android 6.0へアップデート。